# Diyanet İşleri Başkanlığı
Diyanet İşleri Başkanlığı eller vanligen kallat Diyanet är en statlig myndighet i Turkiet som administrerar landets moskéer. Myndigheten bildades år 1924. År 2017 hade myndigheten enligt Dagens Nyheter 120 000 anställda.
År 1976 fick den utöver administrationen av landets moskéer uppdraget att även administrera moskéer för turkar i utlandet. Som ett led i verksamheten utomlands skickar Diyanet turkiska imamer till utlandet och avlönar dem.

## Budget
| Diyanets utgifter per år |
| ------------------------ |
| Källa: soL International |

Diyanets budget har fyrdubblats under AKP:s styre. År 2019 ökades budgeten till 10,5 miljarder TL från 7,7 miljarder föregående år, vilket var fem gånger så mycket som Turkiets underrättelsetjänst Millî İstihbarat Teşkilatı(en).

## Inhemsk verksamhet
Myndigheten övervakar Turkiets 85 000 moskéer, skriver fredagsböner och utfärdar halal-certifieringar till matproducenter. Diyanet driver även en TV-kanal som sänder 24 timmar om dygnet via marknät och satellit samt även finns tillgänglig på Youtube. Diyanet har även en närvaro på andra sociala medier som Twitter och Facebook.

### Förbud
Bland myndighetens haram-dekret finns firandet av nyår enligt den Gregorianska kalendern, tatueringar, spel på lotterier och abort.

## Internationell verksamhet

### Danmark
Danimarka Türk Diyanet Vakfı (danska: Dansk Tyrkisk Islamisk Stiftelse) är Diyanets organisation i Danmark. Den har sitt huvudkontor i Albertslund och organiserar i stort sett alla turkiska moskéer i landet. År 2011 hade organisationen 30 000 medlemmar. Enligt en översiktsstudie i mitten av 2000-talet gjord över moskéer i Danmark var cirka 30 imamer från utlandet verksamma under ett så kallat forkyndervisum . Flertalet av dessa var utsända ifrån Diyanet.

### Frankrike
Diyanets dotterorganisation DİTİB(de) i Tyskland styr även 270 moskéer i Frankrike och betalar lönerna för omkring 150 turkiska imamer i Frankrike enligt uppgifter från 2020. Dessa utgör ungefär hälften av alla utländska imamer i landet enligt Frankrikes regering.

### Nederländerna
Av 475 moskéer i Nederländerna var den största andelen (146) under Diyanets kontroll. Den holländska dotterorganisationen till Diyanet skapades för att motverka inflytandet från turkiska asylsökare med vänstersympatier till Nederländerna samt medlemmar av högerinriktade islamistiska rörelser som Milli Görus. Ett ytterligare mål var att öka lojaliteten med turkiska staten.

### Sverige
I Sverige finns nio moskéer med imamer som avlönas av Turkiet och framför en officiell turkisk uppfattning om islam. I uppdraget ingår att kartlägga AKP:s politiska motståndare och att främja turkisk nationalism. Sju av moskéerna med imam avlönad av Diyanet finns i Stockholm, en av dessa är Fittja moské. En finns i Göteborg och en i Skåne, Malmö muslimska församling. (Myndighetens Sverigedirektör år 2017 var Fatih Mehmet Karaca.

### Tyskland
Genom sin dotterorganisation DİTİB(de) grundades under 1980-talet och kontrollerade Diyanet enligt en rapport från år 2008 nästan 900 moskéer. Enligt tyska BpB var 930 moskéer anslutna till DİTİB.
Imamer som är turkiska statsstjänstemän skickas från Turkiet för en period mellan fyra och fem år och de avlönas av turkiska staten. De talar ingen tyska och företräder en konservativ islam med auktoritetstro och traditionella könsroller.
Efter Recep Tayyip Erdoğans maktövertagande i Turkiet sommaren 2016 ökades inslagen av turkisk nationalism och dito religion i fredagsbönerna. I samma period avslöjades att DITIB-imamer spionerat på Gülen-anhängare. Invigningen av DITIB-Zentralmoschee Köln(de) var till en början tänkt att vara en folkfest för integration, men invigningen hölls på turkiska istället för tyska och blev sålunda en show för Erdoğan.

### Österrike
Avrupa Türk-İslam Birliği(de) (ATİB) är Diyanets dotterorganisation i Österrike.
Sju av ATİBs moskéer stängdes i juni 2018 av österrikiska myndigheter på grund av otillåten finansiering från utlandet.